# 耶律阿璉
耶律阿琏（1042年—1087年），字讹里本，汉名耶律弘世，字康时，为辽朝宗室，辽兴宗的第三子，母亲仁懿皇后萧氏。
重熙十七年（1048年），被封为许王。清宁初年，改封陈王、秦王，进封秦越国王。清宁年间，出任辽兴军节度使。咸雍年间，历任西京、上京留守。大安三年（1087年）七月，从皇帝车驾秋猎，得病而死。追封秦魏国王，钦正。  

## 資料
- 《辽史》皇子表